# Finn-Gustavstjärnen
Finn-Gustavstjärnen är en sjö i Arjeplogs kommun i Lappland och ingår i Umeälvens huvudavrinningsområde. Finn-Gustavstjärnen ligger i Veddek 1 Natura 2000-område.